# Risoluzione 2712 del Consiglio di sicurezza delle Nazioni Unite
La Risoluzione 2712 del Consiglio di Sicurezza delle Nazioni Unite, adottata il 15 novembre 2023, ha chiesto delle pause umanitarie e l’istituzione di corridoi umanitari a Gaza durante la guerra Israele-Hamas del 2023. Il testo testo ha anche chiesto il rilascio immediato e incondizionato di tutti gli ostaggi detenuti da Hamas.
La risoluzione ha ricevuto l'approvazione di 12 membri, mentre Russia, Regno Unito e Stati Uniti si sono astenuti dal voto.

## Votazioni
| Favorevoli (12) | Astenuti (3)                         | Contrari (0) |
| --- | ------------------------------------ | ------------ |
| - Albania - Brasile - Cina - Ecuador - Francia - Gabon - Ghana - Giappone - Malta - Mozambico - Svizzera - Emirati Arabi Uniti | - Regno Unito - Russia - Stati Uniti |              |

* I membri permanenti sono riportati in grassetto.

## Conseguenze
Dopo l'approvazione della risoluzione, sono aumentate le pressioni sul governo israeliano affinché attuasse un cessate il fuoco con Hamas per consentire uno scambio di prigionieri, cosa che ha portato ad un cessate il fuoco a partire dal 24 novembre.
Il cessate il fuoco si è concluso il 30 novembre con la ripresa delle operazioni di combattimento nella Striscia di Gaza.